# Дипле
Дипле или Ћурлика (од грч. diplóos:  дупли)  су народни аерофони инструмент са једноструким ударним језичком. Свирање дипли је полифоно, ређе монофоно. Распрострањене су на територији Хрватске, Босне и Херцеговине и Црне Горе.

## Историјат
У прошлости су биле пастирски инструмент динарске зоне Балканског полуострва. На том простору су забиљежене у различитим облицима, као једноцијевне и двоцијевне дуге 30-40 цм израђене од једног комада дрвета (обично је то јавор) која се још зове пребираљка (по њој се налазе рупице које се пребиру), с рогом, с дрвеним лијевком (у народу познатом као кутлић, кута),са мијехом или без мијеха. Са аспекта свирке, постоје једногласне и двогласне. На диплама се најчешће изводе краћи инструментални мотиви или мелодије пјесама краја у којем су забиљежене. Уколико се свира на диплама без мијеха, користи се техника циркуларног дисања (у народу предушивање).
Сусрећу се у различитим облицима: као једноцјевна свирала (диплице), као двоцјевне дипле и као дипле са мјеха или мјешнице , мишњице (у ствари врста гајди). Код дуплих дипли су двије цијеви провртане или прожежене врућим гвожђем у једном комаду дрвета. На сваку цијев је утакнут са горњег краја, тзв. главе, по један писак са еластичним ударним језичком. На главу је понекад насађена шира лијевкаста богато изрезбарена цијев, тзв. кутао који служи као спремиште за ваздух. Број рупица за пребирање варира; обично их има 6:2, 6:1 или 6:6. На старијим типовима дипли свира се монофоно, а на новијим полифоно. Свирач диплар свира тако да дува у писак и отвара и затвара рупице на цевима. Уз дипле се обично испевавају једноставни кратки стихови, тј. шаљиве риме слично као и у ојкачи.

### Дипле с мјешином
Дипле имају коничан угао и сприједа мало срцолико лице које је удубљено да би се истакао нос. Очи су двије дубоке тачке, а урезана су уста и уши. Цијеви имају пресјек елипсе у којој су урезани ужи крајеви. Рупице су само на горњем дијелу (6+2). Мјешина има на одређеним мјестима отворе који су затворени округлим дрвеним чеповима и двјема већим округлим дрвеним плочама од којих једна има рупу у средини. Поред  ње су у мјешину уметнуте двије имитације канџи или рогова. Рукотворина од дрвета.